# Aksapada Gótama
Gótama Majarshí fue un filósofo hindú que nació y vivió en la India en el siglo II a. C.
Se lo considera el autor del Niaiá sutra.

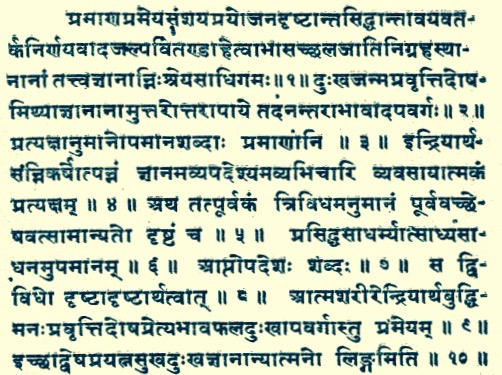
Nyāyasūtra, un antiguo texto de filosofía hindú compuesto por Akshapada Gótama hacia el siglo II a. C.

- Nyāyasūtra, un antiguo texto de filosofía hindú compuesto por Akshapada Gótama hacia el siglo II a. C.gotama, en el sistema AITS (alfabeto internacional de transliteración sánscrita).
- अक्ष-पाद गौतम, en escritura devanagari.
- Etimología: gótama significa ‘el mejor buey’ o ‘el toro más grande’ (siendo go: vaca, toro, buey’ y tama: ‘mejor, más grande’).

En su obra, Gótama se aplica a sí mismo varios títulos honoríficos:
- Akṣa-pāda: ‘ojos en pies’ (siendo aksha: ‘ojos’; pāda: ‘pies’), lo que significa que caminaba distraído, mirando el suelo, o mirándose los pies. Actualmente los visnuistas lo hacen significar ‘ojos fijos en los pies de [el dios] Visnú’.
- Majarishí: ‘gran sabio’, para diferenciarse del mítico sabio Gótama Rishí (rishí significa meramente ‘sabio’), uno de los creadores del Rig-veda (el texto más antiguo de la India, de mediados del II milenio a. C.).
- Dīrghá-tapas: ‘duradera penitencia’.

En varios sitios de internet se lo conoce como Gautama, pero no es del todo correcto, porque Gautamá significa ‘descendiente de Gótama’. El nombre Gótama indica que pertenecía al gautama-gotra (el linaje del mítico sabio Gótama).

## Obra
En el Niaiá sutras, Gótama analiza epistemológicamente cuáles son los medios para conocer la verdad (aunque su doctrina queda siempre subordinada a los textos religiosos del hinduismo, lo que le quita la categoría de una filosofía).
- Datos: Q2671506